# بانک متولی
بانک متولی، یا به سادگی متولی، یک نهاد مالی تخصصی برای حفاظت از یک شرکت یا دارایی‌های مالی افراد است و در بانکداری تجاری یا مصرف‌کننده/ خرده فروشی «سنتی»، مانند وام مسکن یا وام شخصی، بانکداری شعبه، حساب‌های شخصی، ماشین‌های خودپرداز(ATMs)، و غیره، مشغول ناست. نقش بانک متولی در این زمینه، موارد زیر است:
- نگهداری دارایی‌ها/اوراق بهادار امانتی مانند سهام، اوراق قرضه، کالاهایی مانند فلزات گرانبها و پول (نقد)، داخلی و خارجی
- فراهم کردن تسویه هر خرید و فروش و تحویل به داخل /خارج چنین اوراق بهاداری و پول رایج کشور
- جمع‌آوری اطلاعات و درآمد از چنین دارایی‌هایی (سود سهام در مورد سهام/حقوق صاحبان سهام و کوپن

(پرداخت‌های بهره) در مورد اوراق قرضه) و مدیریت اسناد مربوط به مالیات تکلیفی و بازپس گرفتن مالیات خارجی
- مدیریت اعمال داوطلبانه و غیرداوطلبانه شرکتی بر روی اوراق بهادار نگهداری شده مانند سودهای سهام، تجزیه سهام، ترکیب و به هم پیوستن‌های تجاری (ادغام‌ها)، پیشنهادها مزایده و مناقصه، فراخوانی اوراق قرضه، و غیره.
- فراهم کردن اطلاعات در مورد اوراق بهادار و ناشران آن‌ها همانند مجامع عمومی سالیانه و نمایندگی‌های مربوط
- حفظ و نگهداری حساب‌های بانکی پولی/نقدی، اجرایی کردن سپرده گذاری‌ها و برداشتها و مدیریت دیگر تراکنش‌های نقدی
- اجرای معاملات ارز خارجی
- غالباً انجام خدمات اضافی برای مشتریان خاص همچون صندوقهای سرمایه‌گذاری مشترک؛

نمونه آن حسابداری صندوق، مدیریت انطباق قانونی و خدمات پشتیبانی مالیاتی است.
با استفاده از تعاریف آمریکایی، شخصی که صاحب اوراق بهادار Street name است و عضوی از بورس ناست، اوراق بهادار را از طریق یک زنجیره ثبت نام که یک یا بیش از یک متولی را شامل می‌شود، نگهداری می‌کند. این به دلیل غیرعملی بودن مشاهده شده در ثبت اوراق بهادار معامله شده به نام دارنده آن است؛ به جای آن یک یا چند متولی به عنوان دارندگان ثبت می‌شوند و اوراق بهادار را به صورت امانی برای دارندگان نهایی اوراق بهادار نگه می‌دارند. با این وجود، دارندگان نهایی اوراق بهادار همچنان صاحبان قانونی اوراق بهادار هستند. آنها، تنها ذینفعان امانت داری (بانک) متولی نیستند. (بانک) متولی در هیچ نقطه‌ای صاحب اوراق بهادار نمی‌شود، اما فقط بخشی از زنجیره ثبت نام است که صاحبان را به اوراق بهادار ارتباط می‌دهد. عملکردهای جهانی امانتداری اوراق بهادار در بازارهایی همچون انگلستان، استرالیا و آفریقای جنوبی که حساب‌های اوراق بهادار تعیین شده را به جهت تشخیص هویت سهامدار توسط شرکت‌ها پیش می‌برند، به‌طور قابل ملاحظه‌ای متفاوت است.
تعریف «سهامدار» عموماً توسط قانون شرکتی به جای قانون اوراق بهادار تأیید و حمایت می‌شود. یک وظیفه (بانکهای) متولی (که ممکن است توسط قانونگذاری اوراق بهادار اجرا بشود یا نشود)، به عنوان مثال، تسهیل اِعمال حقوق مالکیت سهام و پردازش سودهای سهام و دیگر پرداختها، عملکردهای شرکتی، عایدات تجزیه سهام یا تجزیه معکوس سهام، توانایی رأی دهی در مجمع عمومی سالیانه شرکت(AGM)، اطلاعات و گزارش‌ها فرستاده شده از شرکت و غیره است. میزان و حدی که این خدمات ارائه می‌شود، تابعی از موافقت مشتری به همراه قوانین و مقررات بازار مربوط است.
بانک‌های متولی، غالباً بانک‌های متولی جهانی معرفی می‌شوند، اگر دارایی‌ها را برای مشتریانشان در قلمروهای متعددی در سراسر دنیا، با استفاده از شعبه‌های محلی خود یا دیگر بانک‌های متولی محلی ("بانکهای متولی زیرشاخه" یا "بانکهای عامل") که قرارداد دارند در شبکه جهانی آن‌ها در هر بازار به منظور نگهداری حساب‌های مشتریان مربوط باشند، امانتداری کنند. دارایی‌هایی که به این صورت نگهداری می‌شوند معمولاً متعلق به شرکت‌های نهادی بزرگتر، با سرمایه‌گذاری قابل توجه، مانند بانکها، شرکت‌های بیمه، صندوقهای سرمایه‌گذاری مشترک، صندوقهای پوششی و صندوقهای بازنشستگی می‌باشند.
بزرگترین ۴ بانک متولی درجهان، تا کنون (عبارتند از):
۱. بانکNew York Mellon
۲. بانک State street و شرکت Trust
3. JPMorgan Chase
4. Citigroup

## ابزارهای سپرده گذاری
در ارتباط با رسیدهای سپرده گذاری آمریکایی (ADRها)، یک بانک متولی محلی (که همچنین به نام بانک متولی زیرشاخه یا بانک عامل شناخته می‌شود)، یک بانک در کشوری خارج از ایالات متحده است که آن مقدار از سهام مربوط که در بازار سهام کشور مبدأ معامله می‌شوند و توسط ADR ی که در ایالات متحده معامله می‌شود نشان داده می‌شود، را نگهداری می‌کند. هر یک multiple نماینده چند multiple از سهام خارجی پایه است. این multiple به ADRها اجازه می‌دهد که به ازای هر سهم، قیمتی متعارف در بازار آمریکا داشته باشد (معمولاً بین ۲۰ دلار تا ۵۰ دلار برای هر سهم)، حتی اگر قیمت سهم خارجی وقتی مستقیماً به دلار آمریکا تبدیل می‌شود، نامتعارف باشد. این بانک به عنوان یک بانک متولی برای شرکتی که ADRها را در سهام آمریکا منتشر می‌کند، عمل می‌کند.

## لیست بانکهای متولی
شرکتهای زیر خدمات بانک‌های متولی را ارائه می‌دهند:
- بانکو دی اورو
- بنک آو آمریکا
- Bank of China (Hong Kong) Limited
- بانک ایرلند
- بارکلیز
- بی‌بی‌وی‌ای کامپس
- بی‌ان‌پی پاریبا
- Brown Brothers Harriman
- CIBC Mellon
- Clearstream
- Comerica Bank
- کردیت سوئیس
- دویچه بانک
- Estrategia Investimentos
- E.SUN Commercial Bank
- Euroclear
- فیفت ترد بنک
- گلدمن ساکس
- اچ‌دی‌اف‌سی بانک
- Huntington National Bank
- اچ‌اس‌بی‌سی
- آی‌سی‌آی‌سی‌آی بانک
- Japan Trustee Services Bank
- Kasbank N.V.
- کی‌بانک
- لاندس‌بانک
- مایبانک
- Mega International Commercial Bank
- Mitsubishi UFJ Trust and Banking Corporation
- مورگان استنلی اسمیت بارنی
- بانک ملی استرالیا
- National Bank of Abu Dhabi
- نورترن تراست
- PT. Bank Central Asia, Tbk.
- بانک ملی قطر
- RBC Investor Services
- سوسیته ژنرال
- استاندارد بانک
- استاندارد چارترد
- بانک مرکزی هند
- مستر تراست بانک
- یو. اس. بانکورپ
- یوبی‌اس
- یونی‌کردیت
- Union Bank N.A.
- ولز فارگو

## لیست بانکهای متولی IRA خودگردان
شرکتهای زیر بالاخص، خدمات بانک متولی IRA خودگردان را ارائه می‌دهند:
- American Estate & Trust
- Bank of Utah
- Central Bank Utah
- Community National Bank
- Equity Trust Company
- First Midwest Bank
- First Trust Company Onaga
- GoldStar Trust Company
- Horizon Trust Company
- IRA Services Trust
- Kingdom Trust Company
- Madison Trust Company
- Millennium Trust Company
- Nevada Trust Company
- Pensco Trust Company
- Preferred Trust Company
- Premier Trust
- Provident Trust Group
- Self-Directed IRA Services
- Summit Trust
- Sunwest Trust Company

## بانکهای متولی حساب بازنشستگی خودگردان
براساس دستورالعمل درآمد داخلی (IRC) در ایالات متحده، حساب‌های بازنشستگی متفاوتی مانند: Traditional IRAs, Roth IRA, SEP IRAیا حساب‌های برنامه 401k، الزام می‌کند که یک امانتدار یا متولی واجد شرایط، دارایی‌های IRA را به نمایندگی از مالک IRA نگهداری کند. امانتدار/ متولی، امانتداری و حفاظت از دارایی‌ها را فراهم می‌کند، همه معاملات را پردازش می‌کند، دیگر سوابق مربوط به آن‌ها را نگهداری می‌کند، گزارش‌های IRS موردنیاز را بایگانی می‌کند، اعلامیه مشتریان را منتشر می‌کند، به درک مشتریان از قوانین و مقررات مربوط به برخی معاملات ممنوع کمک می‌کند، و دیگر وظایف مدیریتی را به نمایندگی از صاحب حساب بازنشستگی خودگردان انجام می‌دهد.
(بانکهای) متولی حساب بازنشستگی خودگردان نباید با بانک‌های متولی (که به بانک‌های متولی خودگردان IRA، یا بانک‌های متولی خودگردان 401k نیز شناخته شده هستند) که مؤکداً، امانتداری اوراق بهادار را میسر می‌سازند، اشتباه گرفته شوند. اگرچه بانک متولی حساب بازنشستگی خودگردان، حفاظت از اوراق بهادار را فراهم می‌سازد، تخصص آن معمولاً در دارایی‌هایی غیر از اوراق بهادار، یا سرمایه‌گذاری‌های جایگزین است. نمونه‌های سرمایه‌گذاری‌های جایگزین: املاک و مستغلات، فلزات گرانبها، وام‌های مسکن خصوصی، سهام شرکت‌های خصوصی، مشارکتهای محدود در نفت و گاز، اسب‌ها، و دارایی‌های فکری می‌باشند. این نوع از دارایی‌ها به دلیل پیچیدگی مدارک مورد نیاز برای نگهداری سرمایه‌گذاری‌های جایگزین به صورت منطبق با IRC، احتیاج به تخصص در بخشی از بانک متولی دارند.

## بانک متولی صندوق سرمایه‌گذاری مشترک
بانک متولی صندوق سرمایه‌گذاری مشترک، معمولاً به یک بانک متولی یا مؤسسه امانی (trust company) (نوعی نهاد مالی خاص که مقرراتی مشابه با بانک دارد)، یا نهاد مالی مشابهی که مسئول نگهداری و محافظت از اوراق بهادار تحت مالکیت صندوق سرمایه‌گذاری مشترک است، اشاره دارد. یک بانک متولی صندوق سرمایه‌گذاری مشترک، همچنین ممکن است به عنوان یک یا بیش از یک عامل خدماتی، برای صندوق سرمایه‌گذاری مشترک عمل کند، مانند حسابدار صندوق سرمایه‌گذاری مشترک، مدیر و/ یا عامل انتقال، که سوابق و مدارک سهامدار را نگهداری کرده و سودهای نقدی دوره‌ای یا سودهای سرمایه‌ای که توسط صندوق توزیع می‌شود را، در صورت وجود پرداخت می‌کند.
اکثریت قریب به اتفاق صندوقهای سرمایه‌گذاری مشترک، همان‌طور که توسط قوانین کمیسیون بورس و اوراق بهادار ملزم شده‌اند، از یک بانک متولی شخص ثالث استفاده می‌کنند تا از قوانین و الزامات پیچیده در مورد حفاظت از خود اجتناب کنند.
بانک متولی حساب بازنشستگی صندوق سرمایه‌گذاری مشترک(IRA,SEP و غیره)، با این وجود، به مدیر برنامه و نگهدارنده سوابق همان‌طور که در بالا ذکر شد، اشاره دارد که ممکن است لزوماً همان نهادی که خدمات حفاظت را برای سرمایه‌گذاری‌های کلیت صندوق سرمایه‌گذاری مشترک فراهم می‌سازد، نباشد.